# Одмаралиште Дизниленд
Одмаралиште Дизниленд (енгл. Disneyland Resort), опште познато као Дизниленд, је забавно одмаралиште у Анахајму. Власник је The Walt Disney Company који њиме управља преко свог одељења Дизни паркови и седиште је два забавна парка (Дизниленда и Дизнијева калифорнијска авантура), три хотела и четврта за куповину, ресторана и забаву познат као Downtown Disney.
Одмаралиште је развио Волт Дизни 1950-их. Када је отворен за госте 17. јула 1955. године, имање се састојало од Дизниленда, паркинга који је имао 15.167 места и хотела Дизниленд, чији је власник и којим управља Дизнијев пословни партнер Џек Ратер. Након успеха у раду са више паркова и хотела у Walt Disney World Resort у Лејк Буена Висти, Дизни је купио парцеле земљишта у близини Дизниленда како би применио исти пословни модел у Анахајму. Током проширења, имање је названо Одмаралиште Дизниленд како би обухватило цео комплекс, док је оригинални тематски парк назван Дизниленд парк. Компанија је купила хотел Дизниленд од The Weather Company и Pan Pacific Hotels and Resorts од Tokyu Group. Хотел је преименован у Disney's Paradise Pier 2000. Године 2001. је на имању дограђен Disney's Grand Californian Hotel & Spa, други тематски парк назван Дизнијева калифорнијска авантура, и Дизнијев центар за куповину, ресторане и забаву.
Јануара 2021. су званичници објавили да ће одмаралиште Дизниленд бити прва локација за вакцинацију против ковида 19 у округу Оринџ у Калифорнији. Као једна од посећенијих локација, очекивало се да ће хиљаде становника моћи да се вакцинишу против ковида 19 сваког дана.